# Petr Pospíšil
Petr Pospíšil   (Bratislava, 24 d'abril de 1944 - Bratislava, 17 d'abril de 2006) fou un jugador d'handbol txecoslovac que va competir durant la dècada de 1970.
El 1972 va prendre part en els Jocs Olímpics de Múnic, on guanyà la medalla de plata en la competició d'handbol.